# Dobre (gemeente in powiat Radziejowski)
De gemeente Dobre is een landgemeente in het Poolse woiwodschap Koejavië-Pommeren, in powiat Radziejowski.
De zetel van de gemeente is in Dobre.
Op 30 juni 2004 telde de gemeente 5511 inwoners.

## Oppervlakte gegevens
In 2002 bedroeg de totale oppervlakte van gemeente Dobre 70,77 km², waarvan:
- agrarisch gebied: 91%
- bossen: 3%

De gemeente beslaat 11,66% van de totale oppervlakte van de powiat.

## Demografie
Stand op 30 juni 2004:
| Omschrijving                   | Totaal | Totaal | Vrouwen | Vrouwen | Mannen | Mannen |
| ------------------------------ | ------ | ------ | ------- | ------- | ------ | ------ |
| eenheid                        | aantal | %      | aantal  | %       | aantal | %      |
| inwoners                       | 5511   | 100    | 2781    | 50,5    | 2730   | 49,5   |
| bevolkingsdichtheid (inw./km²) | 77,9   | 77,9   | 39,3    | 39,3    | 38,6   | 38,6   |

In 2002 bedroeg het gemiddelde inkomen per inwoner 1316,84 zł.

## Administratieve plaatsen (sołectwo)
Bodzanowo, Bodzanowo Drugie, Borowo, Bronisław, Byczyna, Byczyna-Kolonia, Czołpin, Dęby, Dobre, Dobre-Kolonia, Dobre-Wieś, Kłonowo, Koszczały, Krzywosądz, Narkowo, Przysiek, Smarglin, Szczebletowo, Ułomie.

## Overige plaatsen
Altana, Ludwikowo, Morawy.

## Aangrenzende gemeenten
Kruszwica, Osięciny, Radziejów, Zakrzewo